# Andrew County
Andrew County är ett administrativt område i delstaten Missouri, USA, med 17 291 invånare. Den administrativa huvudorten (county seat) är Savannah. 

## Geografi
Enligt United States Census Bureau har countyt en total area på 1 131 km². 1 127 km² av den arean är land och 3 km² är vatten. 

### Angränsande countyn
- Nodaway County - nord
- Gentry County - nordost
- DeKalb County - öst
- Buchanan County - syd
- Doniphan County, Kansas - sydväst
- Holt County - väst